# Federation of Uganda Football Associations
Die Federation of Uganda Football Associations (FUFA) ist der Dachverband der Fußballverbände und deren angeschlossenen Fußballvereine in Uganda.
Der Verband wurde 1924 gegründet und ist seit 1959 sowohl Mitglied der FIFA als auch der Confédération Africaine de Football (CAF).

## Sportstruktur

### Ligen und Wettbewerbe
- Ugandan Super League (18 Vereine)
- FUFA Big League (untergliedert in Elgon- und Rwenzori-Gruppe)

### Nationalmannschaften
- Ugandische Fußballnationalmannschaft der Männer
- Ugandische Fußballnationalmannschaft der Frauen
- Ugandische Fußballnationalmannschaft der männlichen Jugend unter 23
- Ugandische Fußballnationalmannschaft der männlichen Jugend unter 20
- Ugandische Fußballnationalmannschaft der männlichen Jugend unter 17
- Ugandische Fußballnationalmannschaft der männlichen Jugend unter 15
- Ugandische Fußballnationalmannschaft der weiblichen Jugend unter 20